# 八尾駐屯地
八尾駐屯地（やおちゅうとんち、JGSDF Camp Yao）は大阪府八尾市空港1丁目81番地の八尾空港内に所在し、中部方面航空隊等が駐屯する陸上自衛隊の駐屯地である。
駐屯地司令は、中部方面航空隊長が兼務。

## 沿革
陸上自衛隊伊丹駐屯地八尾分屯地
- 1954年（昭和29年）

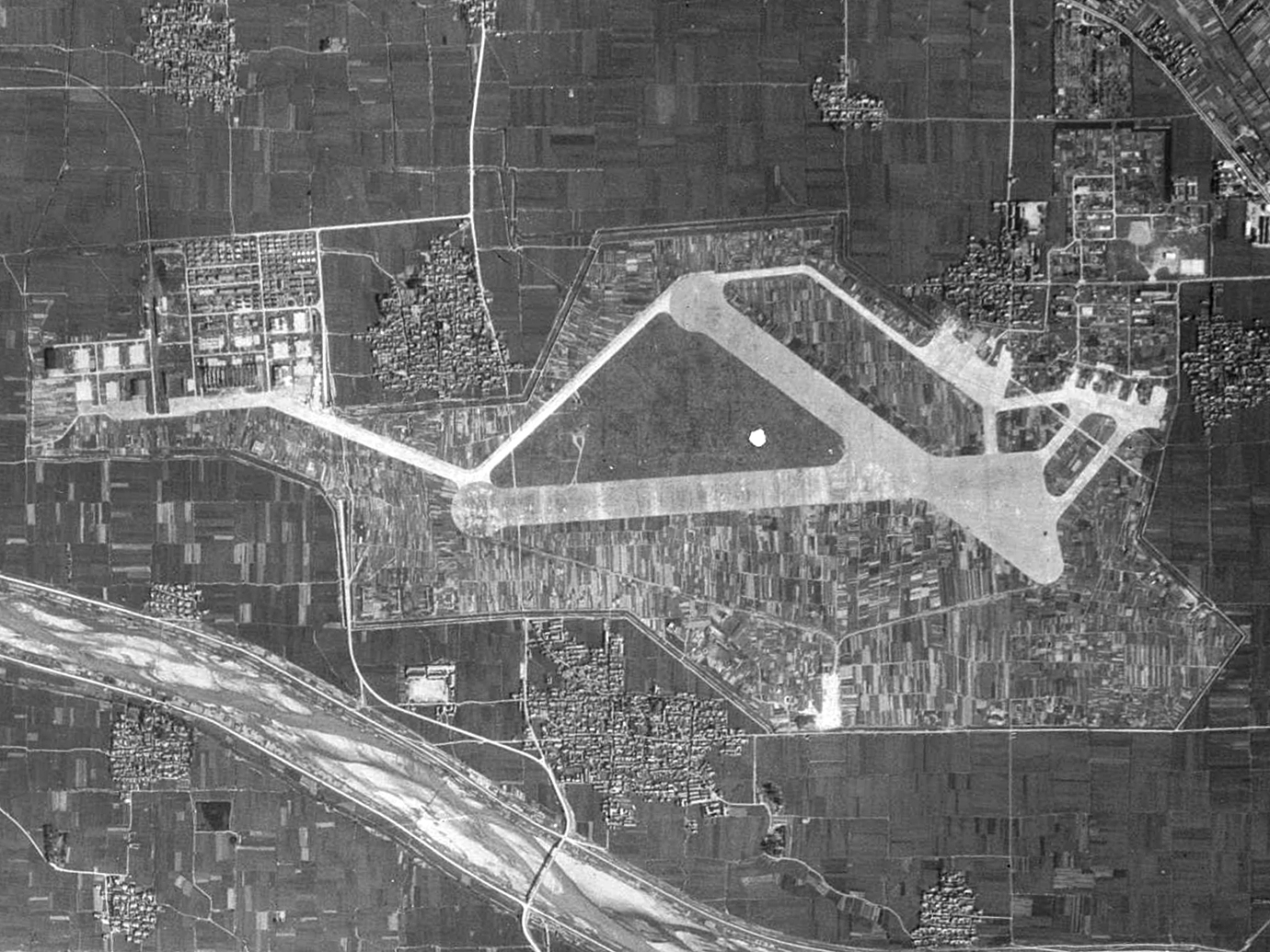
終戦間もない大正飛行場（現：八尾空港・八尾駐屯地）の空中写真（1947年）

  - 5月2日：第3管区航空隊の移駐準備のため、先遣隊が旧陸軍大正飛行場に派遣。
  - 8月20日：第3管区航空隊主力が浜松駐屯地から移駐完了。
  - 9月10日：第3管区航空隊が第3航空隊に称号変更。
  - 11月27日：伊丹駐屯地八尾分屯地として発足[1]。
- 1958年（昭和33年）6月25日：第3航空隊を母体として第10航空隊が編成。
- 1962年（昭和37年）1月18日：第3航空隊および第10航空隊を母体として中部方面航空隊が編成完結。
- 1964年（昭和39年）3月26日：第309航空野整備隊が明野駐屯地から移駐。
- 1968年（昭和43年）3月1日：中部方面ヘリコプター隊が新編。

陸上自衛隊八尾駐屯地
- 1974年（昭和49年）4月11日：八尾駐屯地に昇格[2]。
- 1978年（昭和53年）4月5日：第309航空野整備隊が中部方面航空野整備隊に称号変更。
- 1994年（平成06年）3月28日：中部方面航空隊改編。

1. 中部方面飛行隊を廃止。
2. 第3飛行隊が第3師団隷下に編入。

- 2015年（平成27年）3月26日：第429会計隊が廃止。第398会計隊八尾派遣隊が配置される。

## 駐屯部隊

### 中部方面隊隷下部隊
- 第3師団
  - 第3飛行隊
- 中部方面航空隊
- 中部方面会計隊
  - 第398会計隊
    - 八尾派遣隊
- 中部方面システム通信群
  - 群本部（群本部は伊丹駐屯地に所在）
    - 空中伝送班

  - 第104基地システム通信大隊
    - 第318基地通信中隊
      - 八尾派遣隊
- 八尾駐屯地業務隊「八業」

### 防衛大臣直轄部隊
- 中部方面警務隊
  - 第131地区警務隊
    - 八尾派遣隊

## 最寄の幹線交通
- 高速道路：近畿自動車道八尾IC
- 一般道：国道25号、国道170号(大阪外環状線)、大阪中央環状線、八尾道明寺線
- 鉄道：JR西日本関西本線（大和路線）志紀駅、地下鉄谷町線八尾南駅